# Lichans-Sunhar
Lichans-Sunhar är en kommun i departementet Pyrénées-Atlantiques i regionen Nouvelle-Aquitaine i sydvästra Frankrike. Kommunen ligger i kantonen Tardets-Sorholus som tillhör arrondissementet Oloron-Sainte-Marie. År 2022 hade Lichans-Sunhar 85 invånare.

## Befolkningsutveckling
Antalet invånare i kommunen Lichans-Sunhar
| Referens: INSEE |